# Julio Rodríguez Cristóbal
Julio Pablo Rodríguez Cristóbal, más conocido como Julio Rodríguez (Juan Lacaze, Colonia, 9 de agosto de 1977) es un exfutbolista y entrenador uruguayo. Actualmente se encuentra sin equipo luego de ser despedido del Real España.

## Selección nacional
Fue internacional con la Selección de fútbol de Uruguay, y disputó las eliminatorias para Corea y Japón 2002 y la Copa América 2001. Debutó el 19 de julio de 2001 contra la Selección de Honduras durante el partido por el tercer puesto de la Copa América 2001.

### Participaciones en Copa América
| Copa              | Sede     | Resultado | Partidos | Goles |
| ----------------- | -------- | --------- | -------- | ----- |
| Copa América 2001 | Colombia | 4.º lugar | 1        | 0     |

## Clubes

### Como jugador
| Club                 | País          | Año       | Partidos | Goles |
| -------------------- | ------------- | --------- | -------- | ----- |
| Huracán Buceo        | Uruguay       | 1999-2002 | 55       | 10    |
| Nacional             | Uruguay       | 2002-2003 | 28       | 5     |
| Fénix                | Uruguay       | 2003-2004 | 15       | 1     |
| Deportivo Maldonado  | Uruguay       | 2004      | 8        | 0     |
| Grêmio               | Brasil        | 2004-2005 | 12       | 2     |
| Incheon United       | Corea del Sur | 2005      | 8        | 0     |
| Defensor Sporting    | Uruguay       | 2006      | 6        | 0     |
| Ponte Preta          | Brasil        | 2006      | 10       | 2     |
| Montevideo Wanderers | Uruguay       | 2007-2008 | 26       | 8     |
| Alki Larnaca         | Chipre        | 2008      | 4        | 0     |
| Deportes Antofagasta | Chile         | 2008-2009 | 15       | 1     |
| Montevideo Wanderers | Uruguay       | 2009-2010 | 27       | 1     |
| Real España          | Honduras      | 2010-2015 | 176      | 30    |
| Central Español      | Uruguay       | 2016-2017 | 18       | 5     |

### Como entrenador
| Club              | País     | Año  | PJ | PG | PE | PP | GF | GC | GD  | Efectividad |
| ----------------- | -------- | ---- | -- | -- | -- | -- | -- | -- | --- | ----------- |
| Honduras Progreso | Honduras | 2020 | 4  | 1  | 2  | 1  | 4  | 6  | -2  | 41.67%      |
| Oriental          | Uruguay  | 2022 | 29 | 20 | 6  | 3  | 65 | 27 | +38 | 75.86%      |
| Real España       | Honduras | 2023 | 24 | 10 | 6  | 8  | 34 | 30 | +4  | 50%         |

## Palmarés

### Como jugador
| Título              | Club     | País     | Año  |
| ------------------- | -------- | -------- | ---- |
| Campeonato Uruguayo | Nacional | Uruguay  | 2002 |
| Liga Hondureña      | España   | Honduras | 2010 |
| Liga Hondureña      | España   | Honduras | 2013 |